# Gloeocarpus
Gloeocarpus é um género botânico pertencente à família Sapindaceae.

## Espécies
- Gloeocarpus patentivalvis, (Radlk.) Radlk.

1. ↑  «Gloeocarpus — World Flora Online». www.worldfloraonline.org. Consultado em 19 de agosto de 2020